# Sharon Hay-Webster
Sharon Hay-Webster (sinh ngày 29 tháng 9 năm 1961) là một chính trị gia người Jamaica. Bà là thành viên của Hạ viện của Quốc hội Jamaica từ năm 1997 đến 2012, đại diện cho Đảng Quốc gia Nhân dân. Bà được cả thế giới chú ý sau cuộc đảo chính Haiti năm 2004, khi bà hộ tống Jean-Bertrand Aristide khỏi nơi lưu vong tạm thời ở Cộng hòa Trung Phi tới Jamaica theo lời mời của Thủ tướng Jamaica PJ Patterson.
Nhiệm kỳ thứ ba của Hay-Webster tại quốc hội đã bị hủy hoại bởi một cuộc tranh cãi về quyền công dân Hoa Kỳ của bà, khiến bà tuyên bố vào năm 2009 rằng bà sẽ từ bỏ quốc tịch Hoa Kỳ. Tuy nhiên, vào năm 2011, người ta đã tiết lộ thông tin về vụ rò rỉ dây cáp ngoại giao của WikiLeaks Hoa Kỳ rằng bà đã rút đơn xin từ bỏ, nghĩa là bà vẫn là công dân Hoa Kỳ. Khi tranh cãi đang diễn ra nóng lên, Hay-Webster đã từ chức khỏi PNP, và đảng cũ của bà kêu gọi bà cũng từ chức từ ghế quốc hội. Sự từ chức của bà khỏi PNP khiến bà trở thành chính trị gia độc lập thứ ba trong 19 năm ngồi vào quốc hội. Hay-Webster gia nhập Đảng Lao động Jamaica vào tháng 11 năm 2011 trước khi mất ghế trong quốc hội trong cuộc tổng tuyển cử ở Jamaica năm 2011.

## Cuộc sống cá nhân
Hay-Webster được sinh ra tại Bệnh viện Mountainside ở Glen Ridge, New Jersey ở Hoa Kỳ. Do đó, bà có quyền công dân ngay tại đó, mặc dù bà không công khai thừa nhận điều này cho đến cuối sự nghiệp. Báo cáo phương tiện truyền thông trước đó tuyên bố bà được sinh ra ở Kingston, Jamaica. Ông nội của bà, Lucien Hay và cha Lloyd Hay đều tham gia chính trị PNP, trước đây là trợ lý của Norman Manley và sau này là ứng cử viên không thành công của PNP trong khu vực bầu cử Đông Bắc St Catherine trong cuộc tổng tuyển cử năm 1976. Mẹ bà là người Haiti. Gia đình của Hay-Webster chuyển đến Jamaica chỉ vài tháng sau khi bà sinh ra và nuôibaf ở đó. Bà tốt nghiệp trường dự bị St Hugh và Đại học West Indies. Bà từ lâu đã quan tâm đến chính trị; và trong các cuộc phỏng vấn sau đó đã tuyên bố rằng điều thú vị nhất khi bước sang tuổi 18 là bà đã giành được quyền bỏ phiếu. Bà đặc biệt bị thu hút bởi những lý tưởng xã hội chủ nghĩa của Thủ tướng Michael Manley. Bà nộp đơn xin nhập quốc tịch Jamaica vào năm 1987 và nhận Lời thề của Allegiance vào năm sau. Bà kết hôn sau khi tham gia chính trường. Bà và chồng tiếp tục có hai con, nhưng sau đó đã ly dị. Chú của bà Calvin Fitz-Henley đã bị sát hại tại trung tâm thành phố Kingston vào tháng 5 năm 2008.